# Huell Howser
Huell Burnley Howser (n. 18 octombrie 1945, Gallatin, Tennessee – d. 7 ianuarie 2013, Palm Springs, California) a fost un actor american. Născut și crescut în Gallatin, Tennessee, a fost starul California's Gold (1997-2012).
Suferea de leucemie și a murit pe 7 ianuarie 2013.

## Filmografie
| An   | Titlu           | Rol     | Note  |
| ---- | --------------- | ------- | ----- |
| 2011 | Winnie the Pooh | Backson | Voice |